# Peter Verbeke
Peter Verbeke (8 december 1982) is een Belgisch voetbalbestuurder, werkzaam bij RSC Anderlecht.

## Biografie
Peter Verbeke studeerde rechten aan de Universiteit Gent en gezondheidsrecht aan de Queen Mary University of London in het Verenigd Koninkrijk.
Hij startte in 2008 als jeugdtrainer bij voetbalclub SK Deinze. In 2013 ging hij als recruitment coördinator bij Club Brugge aan de slag. Na vijf jaar vertrok hij in 2018 naar KAA Gent, waar hij sportmanager werd. In 2020 werd Verbeke sportief directeur van RSC Anderlecht en eind 2021 werd hij er in opvolging van Jos Donvil aangeduid als algemeen directeur (CEO). Eind 2022 volgde Jesper Fredberg hem als sportief directeur en CEO op. In januari 2023 werd hij door Fredberg aan de deur gezet. In maart 2023 ging hij aan de slag bij Double Pass, een adviesbureau voor jonge voetballers, waar hij zich in eerste instantie focust op de Noorse, Hongaarse, Turkse en Italiaanse voetbalwereld. In 2024 keerde hij terug bij Anderlecht als recruitment coördinator bij de jeugd.